# Sundochernes gressitti
Sundochernes gressitti är en spindeldjursart som beskrevs av Beier 1957. Sundochernes gressitti ingår i släktet Sundochernes och familjen blindklokrypare. Inga underarter finns listade i Catalogue of Life.